# Hassania
Hassania (arabisk: حسانية, tr. Hassānīya, også kendt som Klem El Bithan, Hasanya, Hassani og Hassaniyya) er en arabisk dialekt som primært tales i Mauretanien og Vestsahara. Sproget låner mange ord fra berbisk. Hassania har næsten helt erstattet berbisk som sprog i regionen.

## Fordeling
Ifølge Ethnologue.com var der i 2006 omkring 3.123.190, som talte hassania, fordelt i:
- Mauretanien: 2.770.000 (2006)[2]
- Algeriet: 150.000 (1985)[3]
- Vestsahara: Ukendt
- Mali: 175.800-210.000 (2000)[4]
- Marokko: 40.000 (1995)[5]
- Libyen: 40.000 (1985)[6]
- Niger: 10.000 (1998)[7]
- Senegal: 7.190 (2006)[8]